# Стадсгор, Крис
Крис Стадсгор (дат. Kris Stadsgaard; род. 1 августа 1985[…], Копенгаген) — датский футболист, защитник. Выступал в сборной Дании.

## Клубная карьера
Воспитанник футбольной школы клуба «Норшелланн». Во взрослом футболе дебютировал в 2002 году выступлениями за основную команду того же клуба и провёл в ней шесть сезонов своей игровой карьеры.
Впоследствии с 2007 по 2012 год играл в Италии за «Реджину», в Норвегии за «Русенборг» (с которым завоевал титул чемпиона Норвегии), а также в Испании в составе «Малаги».

## Выступления за сборные
В течение 2004—2005 годов привлекался в состав молодёжной сборной Дании. На молодёжном уровне сыграл в 8 официальных матчах.
В 2009 году дебютировал в официальных матчах в составе национальной сборной Дании.

## Статистика

### Матчи Стадсгора за сборную Дании
| Матчи Стадсгора за сборную Дании | Матчи Стадсгора за сборную Дании | Матчи Стадсгора за сборную Дании | Матчи Стадсгора за сборную Дании | Матчи Стадсгора за сборную Дании | Матчи Стадсгора за сборную Дании |
| -------------------------------- | -------------------------------- | -------------------------------- | -------------------------------- | -------------------------------- | -------------------------------- |
| №                                | Дата                             | Соперник                         | Счёт                             | Голы Стадсгора                   | Соревнование                     |
| 1                                | 12 августа 2009                  | Чили                             | 1:2                              | —                                | Товарищеский матч                |
| 2                                | 17 ноября 2010                   | Чехия                            | 0:0                              | —                                | Товарищеский матч                |
| 3                                | 14 ноября 2012                   | Турция                           | 1:1                              | —                                | Товарищеский матч                |

Итого: 3 матча / 0 голов; 0 побед, 2 ничьи, 1 поражение.

## Достижения
«Русенборг»
- Чемпион Норвегии (2): 2009, 2010
- Обладатель Суперкубка Норвегии : 2010

«Копенгаген»
- Чемпион Дании (2): 2012/13, 2015/16
- Обладатель Кубка Дании (3): 2011/12, 2014/15, 2015/16